# WWE 2K19
WWE 2K19 è un videogioco di wrestling del 2018, sviluppato da Yuke's e Visual Concepts e pubblicato da 2K Sports per PlayStation 4, Xbox One e Microsoft Windows.

## Modalità di gioco
Come i precedenti capitoli della serie, WWE 2K19 è un videogioco di wrestling basato sulla federazione statunitense della World Wrestling Entertainment (WWE). La principale novità del gioco è il ritorno della modalità 2K Showcase, dedicata questa volta alla carriera di Daniel Bryan come protagonista del gioco. È stata inoltre aggiunta la modalità Torri 2K, nella quale bisogna sconfiggere un determinato numero di avversari consecutivamente, spesso sotto determinate condizioni, per sbloccare oggetti per personalizzare il proprio profilo.

## Roster
Il 25 giugno 2018 è stato annunciato che Rey Mysterio e Ronda Rousey sarebbero stati i personaggi bonus riservati alle prenotazioni di WWE 2K19; per la Rousey si è trattata della prima apparizione in un videogioco della WWE, mentre per Mysterio è stato un ritorno dopo quattro anni (WWE 2K15). 
Il roster del gioco è il più grande mai visto in un capitolo della serie. 
| Uomini | Uomini | Uomini | Donne | Donne | Donne                                                                                    | Leggende |
| Raw | SmackDown | NXT | Raw | SmackDown | NXT                                                                                      | Leggende |
| --- | --- | --- | --- | --- | ---------------------------------------------------------------------------------------- | --- |
| - Akam - Akira Tozawa - Apollo Crews - Ariya Daivari - Baron Corbin - Bobby Lashley - Bobby Roode - Bo Dallas - Braun Strowman - Bray Wyatt - Brock Lesnar - Cedric Alexander - Chad Gable - Curt Hawkins - Curtis Axel - Dash Wilder - Dean Ambrose - Dolph Ziggler - Drew Gulak - Drew McIntyre - Elias - Fandango - Finn Bálor - Goldust - Gran Metalik - Heath Slater - Hideo Itami - Jack Gallagher - Jason Jordan - Jinder Mahal - Kalisto - Kevin Owens - Konnor - Lince Dorado - Lio Rush - Matt Hardy - Mike Kanellis - Mojo Rawley - Noam Dar - No Way Jose - Rezar - Rhyno - Roman Reigns - Sami Zayn - Scott Dawson - Seth Rollins - Titus O'Neil - Tony Nese - TJP - Tyler Breeze - Viktor - Zack Ryder | - Aiden English - AJ Styles - Alexander Wolfe - Andrade Almas - Big E - Big Show - Cesaro - Daniel Bryan - Epico Colón - Eric Young - Harper - Jeff Hardy - Jey Uso - Jimmy Uso - Karl Anderson - Killian Dain - Kofi Kingston - Luke Gallows - The Miz - Mustafa Ali - Primo Colón - Randy Orton - Rowan - R-Truth - Rusev - Samoa Joe - Sheamus - Shelton Benjamin - Shinsuke Nakamura - Sin Cara - Tye Dillinger - Xavier Woods | - Adam Cole - Aleister Black - Angelo Dawkins - Bobby Fish - EC3 - Hanson - Johnny Gargano - Kassius Ohno - Kyle O'Reilly - Lars Sullivan - Montez Ford - Nick Miller - Oney Lorcan - Otis Dozovic - Pete Dunne - Ricochet - Roderick Strong - Rowe - Shane Thorne - Tucker Knight - Tyler Bate - Velveteen Dream | - Alexa Bliss - Alicia Fox - Bayley - Dana Brooke - Ember Moon - Liv Morgan - Maria Kanellis - Mickie James - Natalya - Nia Jax - Ronda Rousey - Ruby Riott - Sarah Logan - Sasha Banks - Tamina | - Asuka - Becky Lynch - Billie Kay - Carmella - Charlotte Flair - Lana - Mandy Rose - Maryse - Naomi - Paige - Peyton Royce - Sonya Deville | - Bianca Belair - Candice LeRae - Dakota Kai - Kairi Sane - Lacey Evans - Shayna Baszler | - Alundra Blayze - André the Giant - Bam Bam Bigelow - Batista - Batista '10 - Beth Phoenix - Big Boss Man - Bret Hart - Brie Bella - British Bulldog - Brutus Beefcake - Chris Jericho - Chris Jericho '00 - Chris Jericho '10 - Christian - Bryan Danielson - Daniel Bryan '10 - Daniel Bryan '12 - Daniel Bryan '13 - Daniel Bryan '14 - Diamond Dallas Page - Diesel - Dusty Rhodes - Dusty Rhodes '85 - Eddie Guerrero - Edge - The Godfather - Goldberg - Greg Valentine - Ivory - Jacqueline - Jake Roberts - Jim Neidhart - John Cena - John Cena '03 - John Cena '13 - Kane - Kane '98 - Kane '12 - Kevin Nash - Kevin Owens '18 - King Booker - Kofi Kingston '12 - Kurt Angle '01 - Kurt Angle '06 - Lex Luger - Lita - The Miz '10 - Mr. Perfect - Nikki Bella - Papa Shango - Randy Orton '13 - R-Truth '12 - Randy Savage - Randy Savage '92 - Razor Ramon - Rey Mysterio - Ric Flair - Ric Flair '88 - Ric Flair '91 - Rick Rude - Rick Martel - Ricky Morton - Ricky Steamboat '87 - Ricky Steamboat '94 - Rikishi - Robert Gibson - The Rock - The Rock '01 - Roddy Piper - Scott Hall - Shane McMahon - Shawn Michaels '97 - Shawn Michaels '05 - Stephanie McMahon - Sting - Sting '91 - Sting '98 - Sting '99 - Steve Austin - Sycho Sid - Tatanka - Ted DiBiase - Triple H - Triple H '01 - Triple H '14 - Trish Stratus - The Ultimate Warrior - The Undertaker - The Undertaker '91 - The Undertaker '02 - Vader - Vince McMahon |

### Tag team e stable
- The Ascension
- The Authors of Pain
- The Bar
- The Bella Twins
- The Bludgeon Brothers
- Breezango
- The Colòns
- The Deleters of Worlds
- Evolution
- Gallows & Anderson
- Heath Slater & Rhyno
- Heavy Machinery
- The IIconics
- Kevin Owens e Sami Zayn
- The B-Team
- The New Day
- The Outsiders
- Boom Jimmy
- The Revival
- The Riott Squad
- The Rock 'n' Roll Express
- Rusev Day
- SAnity
- The Street Profits
- Team Hell No
- Titus Worldwide
- TM-61
- The Undisputed Era
- The Usos
- The Usos '14
- The Wyatt Family

### Campioni
Raw
- WWE Universal Champion: Roman Reigns
- WWE Intercontinental Champion: Seth Rollins
- WWE Raw Tag Team Champions: The B-Team
- WWE Raw Women's Champion: Alexa Bliss
- WWE Cruiserweight Champion: Cedric Alexander

SmackDown
- WWE Champion: AJ Styles
- WWE United States Champion: Shinsuke Nakamura
- WWE SmackDown Tag Team Champions: The Bludgeon Brothers
- WWE SmackDown Women's Champion: Charlotte Flair

NXT
- NXT Champion: Aleister Black
- NXT North American Champion: Adam Cole
- NXT Tag Team Champions: The Undisputed Era
- NXT Women's Champion: Kairi Sane
- WWE United Kingdom Champion: Pete Dunne

## Arene
- Raw
- Raw '98
- Raw '13-14
- SmackDown
- SmackDown '00
- Velocity
- NXT
- NXT '10
- Main Event '18
- Superstars
- 205 Live

- Backlash
- Elimination Chamber
- Extreme Rules
- Extreme Rules '14
- Fastlane
- Hell in a Cell
- Mae Young Classic
- Money in the Bank
- Night of Champions '10
- Night of Champions '12
- NXT TakeOver: Brooklyn III
- NXT TakeOver: Chicago
- NXT TakeOver: New Orleans
- NXT TakeOver: Philadelphia
- Royal Rumble
- Starrcade '83
- SummerSlam
- SummerSlam '88
- SummerSlam '13
- Survivor Series
- TLC: Tables, Ladders & Chairs
- WCW Halloween Havoc '98[3]
- WCW Monday Nitro[3]
- WrestleMania XXX
- WrestleMania 33
- WrestleMania 34
- Japan Dome
- Japan Hall
- Metropolitan Center
- Mexico Plaza
- Palestra del liceo
- Parcheggio del liceo